# Motori Moderni
Motori Moderni war ein italienischer Hersteller von Rennsport-Motoren, der in den 1980er Jahren Triebwerke an verschiedene Formel-1-Teams lieferte.

## Geschichte
Das Unternehmen wurde im Herbst 1984 gegründet und hatte seinen Firmensitz in Biandrate (Provinz Novara). Die Gründer waren der italienische Ingenieur Carlo Chiti und der Geschäftsmann Piero Mancini, ein Florentiner Fiat-Händler. Das Unternehmen entstand letzten Endes auf Initiative von Giancarlo Minardi.
Carlo Chiti war seit Jahrzehnten eine feste Größe im italienischen Rennsport. Nach einem längeren Engagement bei Ferrari hob Chiti 1962 zusammen mit Giotto Bizzarrini und einigen Partnern den italienischen Autohersteller ATS aus der Taufe, der einen legendären Straßensportwagen und einen wenig erfolgreichen Rennwagen für die Formel 1 herstellte. Bereits ein Jahr später zerfiel ATS. Einige Mitarbeiter wechselten zu dem venezianischen Projekt Scuderia Serenissima; Carlo Chiti aber gründete das Unternehmen Autodelta, das in den nächsten 20 Jahren eng mit Alfa Romeo verbunden sein sollte. Ab 1979 betrieb Autodelta das Formel-1-Programm von Alfa Romeo; seit 1983 allerdings lieferte Autodelta nur noch die Konstruktionen für Chassis und Motor, während der Renneinsatz in den Jahren 1983 bis 1985 von Gianpaolo Pavanellos Unternehmen Euroracing organisiert wurde, das einige Jahre später auch an dem Formel-1-Team EuroBrun Racing beteiligt war. Nachdem Alfa Romeo Corse 1984 eine schwierige Phase durchgemacht hatte, änderte Alfa Romeo die Organisationsstruktur bei Autodelta, woraufhin Chiti einen Teil seines Einflusses an den ehemaligen Lancia-Ingenieur Gianni Tonti abgeben musste. Chiti war darüber nicht glücklich, und er äußerte seine Unzufriedenheit wiederholt in einigen Presseinterviews.
Im Frühjahr 1984 nahm Giancarlo Minardi Kontakt zu Carlo Chiti auf. Der etablierte Rennstall Minardi war seit längerem mit eigenen Autos in der Formel 2 aktiv und arbeitete vom Beginn der 1980er Jahre an erkennbar am Aufstieg in die Formel 1. Giancarlo Minardi war auf der Suche nach einem Partner, der seinem Team einen bezahlbaren Turbo-Motor liefern konnte. Zunächst versuchte Minardi, die Turbomotoren von Alfa Romeo zu erhalten, die Carlo Chiti entworfen hatte und die seit 1982 in Alfa Romeos Werksteam sowie ab Sommer 1984 beim Kundenteam Osella eingesetzt wurden. Minardis erster Formel-1-Wagen, der im Juli 1984 fertiggestellte M85, war ersichtlich für das Alfa-Triebwerk ausgelegt, und einigen Presseberichten zufolge hat im Spätsommer 1984 tatsächlich eine Testfahrt des M185 mit einem Turbo-Motor von Alfa Romeo stattgefunden. Letztlich entschied sich Alfa Romeo allerdings gegen eine Belieferung Minardis; inwieweit dies auf eine Intervention Enzo Osellas zurückzuführen ist, ist kaum zu verifizieren.
Nachdem Giancarlo Minardis Bemühungen um Alfa Romeo gescheitert waren, gelang es Minardi, Carlo Chiti für seine Sache zu begeistern. Chiti trennte sich von Autodelta bzw. Alfa Romeo und gründete mit Minardi und mit erheblicher finanzieller Unterstützung von Piero Mancini im Herbst 1984 ein neues Unternehmen namens Motori Moderni. Ziel war es, für das junge Minardi-Team ein eigenes Turbo-Triebwerk zu entwickeln und zu bauen, das bereits in der Formel-1-Saison 1985 einsatzbereit sein sollte.
Im zweiten Jahr seiner Existenz hatte Motori Moderni 15 Mitarbeiter. Carlo Chiti erklärte Anfang 1986, sein Unternehmen solle mittelfristig ähnlich wie Cosworth Motoren für ganz unterschiedliche Rennklassen herstellen. Hierbei nannte er neben der Formel 1 ausdrücklich auch die Formel 3000, ferner die amerikanische IMSA-Serie sowie Offshore-Bootrennen. Schließlich brachte er auch den Bau eines eigenen Formel-1-Chassis ins Spiel. Aus all diesen Plänen wurde allerdings nichts.

## Die Produkte
Zwischen 1985 und 1990 entwickelte Motori Moderni zwei verschiedene Triebwerke, die bei unterschiedlichen Formel-1-Teams eingesetzt wurden. Beide Triebwerke fuhren keine WM-Punkte ein.

### Der Motori Moderni F.1

#### Das Konzept
Erstes Produkt war ein Motori Moderni F.1 genanntes Turbo-Triebwerk. Der Motor war in kürzester Zeit entwickelt worden. Im Oktober 1984 begann Chiti mit den ersten Zeichnungen, und bereits zum dritten Rennen der Formel-1-Saison 1985, dem Großen Preis von San Marino, arbeitete der Motor erstmals im Heck des Minardi M85. Die ersten beiden Rennen des Jahres hatte das Team noch (wie Tyrrell) mit einem Cosworth-Saugmotor bestreiten müssen.
In technischer Hinsicht handelte sich bei dem Motori Moderni F.1 um einen Sechszylinder-Motor in V-Anordnung mit einem Zylinderwinkel von 90 Grad. Anfänglich verwendete Chiti eine mechanische Einspritzung von Kugelfischer, später übernahm man die von Ferrari verwendete elektronische Einspritzung von Magneti Marelli (allerdings auf dem Entwicklungsstand von 1984). Die Aufladung erfolgte über zwei Turbolader von KKK. Als Leistung gab Motori Moderni einen Wert von etwa 720 PS an. Soweit dies zutraf, lag man damit etwa 150 PS unter dem Niveau der EF15-Motoren von Renault und befand sich ungefähr auf einer Höhe mit den Zakspeed-Triebwerken.

#### Die Renneinsätze

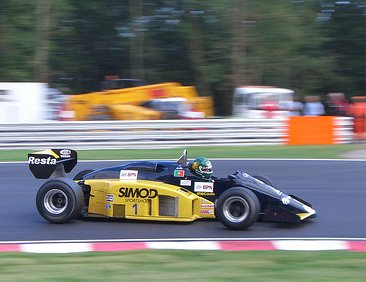
Der erste Formel-1-Wagen mit einem Triebwerk von Motori Moderni: Der Minardi M185 von 1985.

Minardi verwendete das Motori-Moderni-Triebwerk von 1985 bis 1987 durchgängig (mit Ausnahme der beiden ersten Rennen 1985). In dieser Zeit wurde das Triebwerk 72-mal von Minardi eingesetzt. Das beste Rennergebnis waren zwei achte Plätze beim Großen Preis von Australien 1985 durch Pierluigi Martini und beim Großen Preis von Mexiko 1986 durch Andrea de Cesaris. Nach Abschluss der Formel-1-Saison 1987 trennte sich Minardi von Motori Moderni. Das junge italienische Team versprach sich bessere Leistungen durch die Verwendung der nunmehr wieder zugelassenen Saugmotoren. Minardis Wahl fiel auf Cosworth.
Während des dreijährigen Betriebs wurde der Motori Moderni F.1-Turbomotor nur von einem Kundenteam verwendet. Im Frühherbst 1986 debütierte das südfranzösische Team AGS, Minardis ehemaliger Konkurrent aus Formel-2-Tagen, mit einem eigenen Auto in der Formel 1. Es war die letzte Saison, in der ausschließlich Turbotriebwerke zugelassen waren. Vermittelt durch den italienischen Sponsor Jolly Club, setzte AGS für seine ersten beiden Formel-1-Rennen, den Großen Preis von Italien und den Großen Preis von Portugal, für seinen JH21C jeweils ein (gebrauchtes) Motori-Moderni-Aggregat ein. AGS-Fahrer Ivan Capelli konnte sich für beide Rennen qualifizieren, schied aber jeweils mit technischem Defekt am Auto aus.
Darüber hinaus bemühte sich Osella für die Saison 1986 um Motori-Moderni-Triebwerke. Das Team bereitete für diesen Motor den Osella FA1H vor; die Verbindung kam letztlich allerdings nicht zustande. Sie scheiterte an Kapazitätsmängeln bei Motori Moderni, daneben möglicherweise auch an einem Einspruch Giancarlo Minardis, der sich noch daran erinnerte, dass Enzo Osella zwei Jahre zuvor einer Weitergabe der Alfa-Romeo-Motoren an Minardi widersprochen hatte.
Schließlich wurde Motori Moderni mit dem noch immer geheimnisvollen Schweizer Formel-1-Projekt Ekström Grand Prix Racing in Verbindung gebracht. Die Schwedin Cecilia Ekström, die 1985 vorübergehend einen Formel-3000-Rennstall unterhielt, verbreitete im Laufe des Jahres wiederholt, in Flims ein eigenes Formel-1-Auto zu bauen, das mit einem Motori-Moderni-Triebwerk ausgestattet sein sollte. Mit dieser Behauptung brachte sie es sogar ins Schweizer Fernsehen. Das, was sie als eigenes Auto präsentierte, war allerdings nur der unlackierte Rumpf eines 1983er ATS D3, und bei dem Motori-Moderni-Block, der im Hintergrund zu sehen war, handelte es sich lediglich um ein Holzmodell. Im Spätsommer 1986 erklärte Carlo Chiti, an Frau Ekström ein solches Modell geschickt zu haben; eine weitere Lieferung von Triebwerken sei aber angesichts fehlender Zahlungen aus der Schweiz nicht zustande gekommen.

### Der Subaru M3512
In der Formel-1-Saison 1990 erschien ein weiteres von Motori Moderni entwickeltes Triebwerk in der Formel 1. Hierbei handelte es sich um einen Zwölfzylinder-Saugmotor mit 120 Grad Zylinderwinkel. Das Triebwerk erhielt den Namen Subaru M3512. Es war eine Auftragsarbeit für den japanischen Autohersteller Subaru, der im Gefolge von Honda und Yamaha als dritter großer japanischer Produzent in die Formel 1 einsteigen wollte.

#### Das Konzept
Subaru wollte auf diese Weise seine Bekanntheit und den Absatz seiner Autos durch sportliche Erfolge forcieren. Zu diesem Zweck plante das Unternehmen eine breite Aufstellung, zu der neben den Aktivitäten im Rallye-Sport auch eine Beteiligung an der Formel 1 gehören sollte. Anfänglich war der Einsatz eines eigenen Teams mit selbst entworfenem Auto und Motor angedacht worden, und bis zum Herbst 1987 hatten japanische Ingenieure ein V12-Triebwerk bis ins Prototypenstadium gebracht. Dann allerdings wurde dieses Projekt eingestellt; möglicherweise mangels Leistungsfähigkeit des Prototyps, vielleicht auch im Hinblick auf die Kosten des Projekts. Stattdessen entschied sich die Unternehmensleitung bald für einen einfacheren Weg: Man wollte bei einem etablierten Unternehmen ein Triebwerk in Auftragsarbeit erstellen lassen und dies einem bestehenden Formel-1-Team als Motorenlieferant zur Verfügung stellen. Die Wahl fiel im Winter 1987/88 auf das Unternehmen Motori Moderni von Carlo Chiti. Chiti hatte für die Nach-Turbo-Ära bereits Konzepte für einen eigenen V12-Saugmotor entwickelt, fand dafür aber in der Formel 1 keinen Abnehmer.
Im Oktober 1987 wurde die Partnerschaft zwischen Motori Moderni und Subaru beschlossen. Subaru richtete zu diesem Zweck eine eigene Dependance in Italien ein, die Firma Subaru Technica Europe in Mailand, deren Leiter der japanische Rennfahrer Yoshiro Takaoka wurde. Motori Moderni entwickelte im Laufe des Jahres 1988 nach Vorgaben von Subaru einen Zwölfzylindermotor, der, dem Firmenkonzept entsprechend, als Boxermotor ausgelegt war. Auch Chiti war dem Boxerkonzept zugeneigt; in einem Interview bezeichnete er seinen Alfa-Romeo-Boxermotor vom Typ 1260, der ab 1976 bei Brabham und später im Werksteam von Alfa Romeo eingesetzt worden war, als sein liebstes Triebwerk.
Der neue Boxermotor war im Herbst 1988 fertiggestellt. Er wurde Subaru MM 1235 genannt. Das Triebwerk hatte, wie geplant, einen niedrigen Schwerpunkt, war allerdings ausgesprochen breit: Der reine Block maß ohne Auspuff 72 cm in der Breite und 81 cm in der Höhe. Es war übergewichtig und gab nur wenig Leistung ab. Chiti behauptete, das Triebwerk leiste 600 PS, was in etwa 50 bis 80 PS unter dem Niveau eines Cosworth DFR lag; spätere Fahrer aber waren sich einig, dass es tatsächlich allenfalls 500 PS gewesen sein können.
Im Laufe des Jahres 1989 versuchten Chiti und Subaru, ein Formel-1-Team zu finden, das das Triebwerk in der kommenden Saison einsetzen würde. Am weitesten gediehen die Kontakte zu Minardi. Im Sommer 1989 wurde ein Minardi M188 mit dem Subaru-Motor und einem darauf abgestimmten Minardi-Getriebe ausgestattet. Gianni Morbidelli, Pierluigi Martini und Paolo Barilla unternahmen damit nach Aussage eines Artikels der Zeitschrift Auto Italia im Frühjahr und Frühsommer mehrere Testfahrten in Misano. Martini gelang es in einer Testreihe, 55 Runden am Stück zu absolvieren; an einem anderen Tag allerdings kollabierte der Motor bereits nach 11 Runden.
Im Dezember 1989 ergab sich schließlich die Gelegenheit für einen Renneinsatz des Subaru-Motors. Subaru übernahm die Anteilsmehrheit an dem strauchelnden italienischen Rennstall Coloni. Bereits ab dem ersten Rennen der Formel-1-Saison 1990 sollte das Triebwerk in einem Coloni-Fahrzeug eingesetzt werden.

#### Die Rennen
Coloni war Anfang 1990 ein finanziell und organisatorisch angeschlagener Rennstall. Es gab kaum Substanz und vor allem kaum Entwicklungsarbeit. Es gab kein neues Auto; vielmehr wurde lediglich eines der vorhandenen Chassis vom Typ Coloni C3 auf den Betrieb des Boxermotors umgebaut; das Auto hieß nun Coloni C3B. Insgesamt war das Fahrzeug erheblich übergewichtig und kaum zu handhaben. Colonis einziger Fahrer, Bertrand Gachot, verpasste in acht Anläufen achtmal die Qualifikation. Abgesehen vom hoffnungslosen Team Life Racing war Coloni in dieser Zeit der schwächste Rennstall der Saison. Gachot hatte hierzu seine eigene Sicht. In einem Zeitungsinterview erklärte er einige Jahre später: „Der Motor war gar nicht so schlecht. Aber der Rest…“.
Bereits angesichts der Testergebnisse aus dem Sommer 1989 war Subaru klar geworden, dass der Boxermotor von Motori Moderni keine Zukunft hatte. Daher wurde Chiti noch 1989 mit der Entwicklung eines neuen Triebwerks in klassischer V-12-Ausrichtung beauftragt. Dieses Triebwerk war zu Beginn der Formel-1-Saison 1990 noch nicht einsatzbereit. Wenn sich Subaru gleichwohl dafür entschied, die Saison mit dem nicht konkurrenzfähigen Boxermotor zu beginnen, so lag dies daran, ein eigenes Team nicht mit einem fremden Motor – namentlich von Cosworth – ausrüsten zu wollen. Die Erwartung war, dass Coloni in dieser Zeit ein neues Auto entwickeln würde, das von dem künftigen V12-Motor angetrieben werden sollte. Tatsächlich erfolgten bei Coloni keine erkennbaren Entwicklungsarbeiten. Im Sommer 1990 erkannte Subaru die Aussichtslosigkeit des Projekts und zog sich unverzüglich aus der Formel 1 zurück.

### Ein V12-Motor
Nach eigenem Bekunden stellte Carlo Chiti im Herbst 1990 den anfänglich von Subaru in Auftrag gegebenen V12-Motor fertig. Ein Exemplar des Triebwerks soll auf Prüfständen getestet worden sein. Er wies einen Zylinderwinkel von 67,5 Grad auf. Chiti sprach von einer Leistung im Bereich von 620 PS. In der Folgezeit fand sich kein Team, das zu einem Versuch mit dieser Konstruktion bereit war.